# 반물질

반물질(反物質 영어: antimatter)은 반입자의 개념을 물질로 확대시킨 것이다. 물질을 구성하는 기본 입자들, 예를 들어 전자, 양성자, 중성자는 각각 특정한 물리적 성질을 가진다. 이 물질들의 반대 성질을 가진 입자들을 반입자라고 부르며, 반입자들로 이루어진 물질을 반물질이라고 한다.
물질이 입자로 이루어져 있듯이 반물질은 반입자로 구성되어 있다.
특수 상대성 이론과 양자 역학을 접목시킨 폴 디랙의 이론에 따르면, 우주를 이루고 있는 기본 물질인 양성자, 전자와 같은 소립자들은 질량 등 물리적 성질은 동일하지만 자신과는 반대의 전하를 갖는 반(反)입자를 갖는다. 즉 양성자의 전하가 양(＋)인 반면 반입자인 반양성자의 전하는 음(－)이고, 전자의 전하가 음(－)인 반면에 그에 해당하는 반입자인 양전자의 전하는 양(＋)이다. 만약 입자와 반입자 또는 물질과 반물질이 만나게 되면 빛의 형태로 많은 에너지를 내며 둘 다 소멸한다.(이 현상은 소멸 반응(annihilation)이라 불리며, 물질과 반물질이 만나면 그 질량이 모두 에너지로 변환되는 과정이다.) 역으로 고에너지 입자들이 반응하면서 입자-반입자 쌍이 생성되기도 한다.
보통의 물질을 구성하는 소립자(양성자, 중성자, 전자 등)의 반입자(반양성자, 반중성자, 양전자 등)로 구성되는 물질을 말한다. 입자와 반입자가 만나면 상호작용하여 감마선이나 중성미자로 변하기 때문에 존재를 확인하기 어렵다. 실제로 확인한 반물질은 반중성자, 반양성자, 반중양성자 등이 있다. 또한 반물질과 물질이 서로 접촉하면 쌍소멸이 일어나고 막대한 양의 에너지가 발생한다.(1kg당=TNT 43Mt)
또, 수소 원자의 반물질은 반수소 원자이다. 실제로 CERN에서 5만 개 이상의 반수소 원자(양전자 1개, 반양성자 1개)의 합성에 성공했다. 반수소 원자는 전하량을 가지지 않는 전기적 중성상태이기 때문에 소멸되는 것을 늦추기 위해 액체 헬륨을 이용하여 내부의 온도를 0.5K으로 만들어 입자의 소멸을 늦추었다. 반수소 원자는 16분간 지속된후 사라졌다. 세상에서 가장 귀한 물질도 반물질이다.
쌍소멸이 일어날때의 막대한 양의 에너지를 이용하여 폭탄 혹은 대체에너지등으로 이용할 수도 있다. 예로 반물질을 이용해 폭탄 제조가 가능하다면 수소폭탄보다 위력이 1000배는 강력할 것으로 예상된다. 그러나 제조 과정이 비효율적이기 때문에 실제로 제조가 불가능할 것이라는 의견도 제시된다.
또한 반물질과 물질이 만날때 생성되는 쌍소멸의 에너지는 엄청나기 때문에 여러 분야에서 방대한 에너지원이 될 수 있다.

반물질 1g의 제조 비용은 7경 1875조 5000억 원이다. 이는 반물질 1g을 제조하기 위해 필요한 모든 제반시설에 대한 건설비용, 인력비 등을 포함한 액수이고, 오가네손에 이어 세상에서 두 번째로 비싼 가격이다.(오가네손의 1g 가격은 무려 5,736자 원이다.)

반물질은 물질이 아닌, 물질을 구성하는 기본 입자들의 반대 성질을 가진 입자들로 이루어진 물질이다. 반물질은 물리학적으로 물질에 대한 대칭적 반응을 보여주는 중요한 개념으로, 기본 입자들의 반입자들로 구성된다. 반물질과 물질이 만날 때 발생하는 소멸 반응은 아인슈타인의 E=mc² 이론을 실험적으로 증명하는 중요한 현상 중 하나로, 방출되는 에너지는 그 질량에 비례한다.

반물질은 물리학적으로 매우 흥미로운 개념이며, 이론적으로는 매우 효율적인 에너지원이 될 수 있는 가능성을 가지고 있다. 그러나 현재로서는 생성과 저장의 기술적 어려움으로 인해 상용화가 이루어지지 않고 있다. 반물질의 연구는 우주의 기원과 대칭성에 대한 중요한 질문을 해결하는 데 중요한 역할을 하고 있으며, 이와 관련된 연구는 미래의 과학 기술 혁신을 이끌 중요한 열쇠가 될 것이다.
1. ↑  강신규 (2008년 12월). “우주의 물질-반물질 비대칭성” (PDF). 《물리학과 첨단기술》. 12 17: 19, 23. 2013년 10월 20일에 원본 문서 (PDF)에서 보존된 문서. 2013년 10월 19일에 확인함.
2. ↑  네이버 캐스트

## 여담
초기에는 반물질이 마이너스 질량인지에 관심이 있었는데 전자의 반물질인 양전자의 반중력 현상이 관측되지 않고 전자와 같이 중력에 대해 인력이 작용하는 것으로 관측되므로 반물질이 초기에 생각한 반물질은 아니다. 중력장에선 물질과 반물질은 동등하다.

## 같이 보기
- 음의 질량(영어판)
- 반중력
- 암흑물질
- 초전도 현상